# Società Ginnastica Triestina
La Società Ginnastica Triestina es un club deportivo italiano con sede en la ciudad de Trieste.
En el club se practican las actividades baloncesto, gimnasia, voleibol, artes marciales, danza y remo.

## Historia
El club fue fundado en 1863 en la ciudad de Trieste. En los años de 1930 tenía un buen equipo de waterpolo que ganó el scudetto de 1929.
En 1991 el equipo de voleibol ascendió a la primera división.

## Palmarés
- 1 vez campeón del campeonato de Italia de waterpolo masculino (1929)